# Kim Jung-tae
Kim Tae-wook (en hangul: 김정태; RR: Gim Jeong-tae) mejor conocido artísticamente como Kim Jung-tae (hangul: 김태욱, RR: Gim Tae-uk), es un veterano actor surcoreano.

## Biografía
Estudió teatro y cine en la Universidad Kyungsung.
Su madre murió de cirrosis. El 19 de octubre de 2018 se informó que había sido diagnosticado en las primeras etapas de cáncer de hígado, por lo que inició su tratamiento. En mayo de 2019 se informó que se encontraba en recuperación después de una exitosa operación de cáncer de hígado.
En 2009 se casó con su novia desde hace diecinueve años Jeon Yeo-jin, una profesora universitaria, la pareja tiene dos hijos Kim Ji-hoo (Yakkung) nacido el 11 de febrero y Kim Si-hyun (Yarong) nacido en marzo de 2014.

## Carrera
Es miembro de la agencia Grand Anse Entertainment ((주)그랑앙세) desde el 16 de agosto de 2020. Previamente había sido miembro de la agencia The Queen AMC.
En agosto de 2011 se unió al elenco de la serie Can't Lose, donde dio vida a Go Ki-chan, el esposo de Kim Young-joo (Jo Mi-ryung).
En enero de 2017 se unió al elenco recurrente de la serie Rebel: Thief Who Stole the People, donde interpretó a Lee Jung, quien se convierte en el Príncipe Choon Won-gun, un hombre metido en actividades delictivas.
En noviembre de 2018 se unió al elenco recurrente de la serie The Last Empress, donde dio vida a Ma Pil-joo, sin embargo tuvo que renunciar al drama después de ser diagnosticado con cáncer de hígado, por lo que fue reemplazado por el actor Yoon Joo-man.
En noviembre de 2021 se unió al elenco recurrente de la serie Show Window: Queen's House, donde interpretó a Lee Joon-sang, un conglomerado emergente que triunfa en la franquicia de restaurantes.
En febrero de 2022 se unió al elenco recurrente de la serie Sponsor, donde da vida al alborotador David Park, un famoso fotógrafo de primer nivel con una sólida formación y una nitidez única como hijo de una familia chaebol.
Ese mismo año se unirá al elenco de la serie Mentalist. La serie es una adaptación surcoreana de la serie americana The Mentalist

## Filmografía

### Series de televisión
| Año     | Título                                       | Personaje                                   | Notas                         | Ref.                        |
| ------- | -------------------------------------------- | ------------------------------------------- | ----------------------------- | --------------------------- |
| 2006    | Dr. Kkang                                    | Jo Jang-shik                                |                               |                             |
| 2007    | H.I.T                                        | Det. Shim Jong-geum                         |                               |                             |
| 2008    | Robber                                       | Kim Jin-goo                                 | 16 episodios                  |                             |
| 2009    | Swallow the Sun                              | Han Suk-tae                                 |                               |                             |
| 2010    | Bad Guy                                      | Jang Kam-dok                                |                               |                             |
| 2011    | Sign                                         | Jung Cha-young                              | Aparición especial, ep. 11-13 |                             |
| 2011    | Miss Ripley                                  | Hirayama                                    |                               |                             |
| 2011    | Can't Lose                                   | Go Ki-chan                                  |                               |                             |
| 2011    | Little Girl K                                | Yoo Seong-ho                                | 3 episodios                   | [ 17 ]                      |
| 2012    | Drama Special Season 2 - "Human Casino"      | Poong                                       | 1 episodio                    | [ 18 ]                      |
| 2012    | Dream High 2                                 | Prof. Lee Kang-chul                         |                               | [ 19 ] [ 20 ] [ 21 ] [ 22 ] |
| 2013    | Goddess of Marriage                          | Kang Tae-jin                                |                               | [ 23 ]                      |
| 2015    | Drama Special Season 6 - "Strange Fairytale" | Sang-goo                                    | 1 episodio                    |                             |
| 2015    | Late Night Restaurant                        | Director Song                               | Aparición especial, ep. 14    |                             |
| 2015-16 | Oh My Venus                                  | Choi Nam-chul                               |                               |                             |
| 2017    | Rebel: Thief Who Stole the People            | Lee Jung, Príncipe Choon Won-gun            |                               |                             |
| 2017    | Bad Thief, Good Thief                        | Kang Sung-il                                |                               |                             |
| 2018    | Time                                         | Geum Tae-sung                               |                               | [ 24 ] [ 25 ]               |
| 2020    | When I Was the Most Beautiful                | Padre de Oh Ye-ji                           |                               |                             |
| 2021-22 | Show Window: Queen's House                   | Lee Joon-sang                               |                               |                             |
| 2022    | Sponsor                                      | David Park                                  |                               | [ 26 ]                      |
| 2022    | Jinx's Lover                                 | Marido de la propietaria de Smile Fisheries | Aparición especial            | [ 27 ]                      |
| 2022    | Mentalist                                    | Detective Kho                               |                               |                             |
| 2025    | Motel California                             | Marido de Sun-ja                            | Aparición especial            | [ 28 ]                      |

### Películas
| Año  | Título                              | Personaje                     | Notas                                                                       | Ref.          |
| ---- | ----------------------------------- | ----------------------------- | --------------------------------------------------------------------------- | ------------- |
| 1999 | The Rush                            | Amigo de Sang-jin             |                                                                             |               |
| 2001 | Friend                              | Dorooko                       |                                                                             |               |
| 2002 | The Bird Who Stops in the Air       | Nam-il                        |                                                                             |               |
| 2002 | Bet On My Disco                     | -                             |                                                                             |               |
| 2003 | The Classic                         | Amigo del campo               |                                                                             |               |
| 2003 | Mutt Boy                            | Jin-mook                      |                                                                             |               |
| 2004 | Low Life                            | Proveedor n.º 1               |                                                                             |               |
| 2004 | Windstruck                          | Kim Yeong-ho                  |                                                                             |               |
| 2004 | Fighter in the Wind                 | Yakuza en el puerto           |                                                                             |               |
| 2005 | Duelist                             | Ga Do-chi                     |                                                                             |               |
| 2006 | Sunflower                           | Yang-ki                       |                                                                             |               |
| 2009 | Insadong Scandal                    | Jang Seok-jin                 |                                                                             |               |
| 2010 | Remember O Goddess                  | "W"                           | (corto)                                                                     |               |
| 2010 | I Came from Busan                   | Sang-mi                       |                                                                             |               |
| 2010 | Hearty Paws 2                       | Doo-pil                       |                                                                             |               |
| 2010 | He's on Duty                        | Yong-cheol                    |                                                                             |               |
| 2011 | The Apprehenders                    | Detective Song                |                                                                             | [ 29 ]        |
| 2011 | Special Investigation Unit (S.I.U.) | Park Kyeong-sik               |                                                                             | [ 30 ]        |
| 2012 | Wonderful Radio                     | In-seok                       |                                                                             |               |
| 2012 | The Scent                           | Detective Seo                 |                                                                             |               |
| 2012 | All About My Wife                   | Park Kwang-shik               | junto a Im Soo-jung, Lee Sol-kyun y Ryu Seung-ryong                         |               |
| 2012 | Superstar                           | Tae-wook                      |                                                                             |               |
| 2012 | The Neighbor                        | Kim Jong-gook                 | junto a Kim Yunjin, Kim Sae-ron, Chun Ho-jin, Jang Young-nam y Ma Dong-seok |               |
| 2013 | Man on the Edge                     | Tae-joo                       |                                                                             |               |
| 2013 | Milagro en la celda 7               | Kang Man-beom                 |                                                                             | [ 31 ] [ 32 ] |
| 2013 | How to Use Guys with Secret Tips    | Woo Sung-chul                 |                                                                             |               |
| 2013 | Mr. Go                              | Gerente General de "NC Dinos" |                                                                             |               |
| 2013 | Tough as Iron                       | Sang-gon                      |                                                                             | [ 33 ]        |
| 2013 | Queen of the Night                  | Obstetra                      | Cameo                                                                       |               |
| 2014 | Mourning Grave                      | Seon-il                       |                                                                             |               |
| 2015 | Shoot Me in the Heart               | Kim Yong                      | junto a Lee Min-ki, Yeo Jin-goo, Yu Oh-seong y Kim Gi-cheon                 | [ 34 ]        |
| 2015 | Granny's Got Talent                 | Joo-hyun                      |                                                                             |               |
| 2015 | Around The World                    | -                             |                                                                             |               |
| 2015 | The Trip Around the World           | -                             |                                                                             |               |
| 2015 | Salut D'Amour                       | Kim Chi-soo                   |                                                                             | [ 35 ] [ 36 ] |
| 2016 | Cichlid                             | Jeong-tae                     |                                                                             |               |
| 2016 | Chasing                             | Do Jung-taek                  |                                                                             |               |
| 2022 | Bacteria                            | -                             |                                                                             |               |

### Programas de variedades
| Año              | Título                                   | Notas                                                  |
| ---------------- | ---------------------------------------- | ------------------------------------------------------ |
| -                | Scene Stealer                            |                                                        |
| 2011             | Funny TV Rollercoaster: Hongdae Jung-tae |                                                        |
| 2011             | 2 Days & 1 Night                         | (ep. #196-197 - "Supporting Actor Special") - invitado |
| 2011             | Win Win (김승우의 승승장구)              |                                                        |
| 2013             | 웰컴 투 한국어학당 어서오세요            | presentador                                            |
| 2013, 2016, 2017 | Radio Star                               | (ep. #347, 460, 523) - invitado                        |
| 2014             | The Return of Superman                   | (ep. #25-31) - miembro (ep. #20-21) - invitado         |
| 2015             | King of Mask Singer                      | (ep. #33) - concursó como "Wandering Poet Kim Sattgat" |
| 2016             | Real Man Navy NCO Special                | miembro                                                |
| 2016 - 2017      | Mr. House Husband                        | (ep. #1-14) - miembro                                  |
| 2017 - 2018      | Law of the Jungle in Cook Islands        | (ep. #299-301) - miembro                               |
| 2018             | Busted!                                  | (ep. #1, 10) - invitado como "C (Crazylove)"           |
| 2019             | Are You Eating                           | invitado                                               |
| 2019             | Busted! 2                                | (ep. #2) - invitado                                    |
| 2020             | Love on the Air                          |                                                        |
| 2021             | Boss in the Mirror                       | (ep. #97-99, 101, 115) - presentador invitado          |
| 2014 - presente  | Nine to Six 2                            | [ 42 ]                                                 |

### Eventos
| Año  | Título                | Notas  |
| ---- | --------------------- | ------ |
| 2012 | Bless Nepal’s Concert | [ 43 ] |

### Anuncios
| Año  | Título                                                     | Notas |
| ---- | ---------------------------------------------------------- | ----- |
| 2011 | 포스트 라이트업                                            |       |
| 2011 | 훌랄라 참숯바비큐치킨                                      |       |
| 2012 | 콜핑 KOLPING                                               |       |
| 2013 | 롯데제과 드림카카오                                        |       |
| 2013 | 요진건설 일산와이시티                                      |       |
| 2016 | (주)일동 울산 매곡 중산지구 U-스타시티 일동 미라주 더 스타 |       |

## Discografía

### Banda sonora
| Año  | Canción                  | Álbum           | Notas |
| ---- | ------------------------ | --------------- | ----- |
| 2011 | Forget About Me (잊어줘) | OST de "Girl K" |       |

### Digital single
| Fecha de lanzamiento | Álbum        | Canciones                                                                        | Notas |
| -------------------- | ------------ | -------------------------------------------------------------------------------- | ----- |
| 8 de agosto de 2011  | Wings (날개) | 1. "Chan Chan Chan" (찬찬찬) 2. Wings 3. Chan Chan Chan (Inst.) 4. Wings (Inst.) |       |

## Premios y nominaciones
| Año  | Premio                                      | Categoría                       | Trabajo               | Resultado |
| ---- | ------------------------------------------- | ------------------------------- | --------------------- | --------- |
| 2010 | 8th Korean Film Award                       | Best Supporting Actor           | He's on Duty          | Nominado  |
| 2011 | 2011 MBC Drama Award                        | Producer's Award                | Can't Lose            | Ganó      |
| 2011 | 2011 MBC Drama Award                        | Producer's Award                | Miss Ripley           | Ganó      |
| 2013 | 21st Korean Culture and Entertainment Award | Excellence Award, Actor in Film | Milagro en la celda 7 | Ganó      |